# ティトゥス・シキニウス
ティトゥス・シキニウス（ラテン語: Titus Sicinius）またはシキニウス・サビヌスは共和政ローマ初期の政治家・軍人。紀元前487年に執政官（コンスル）を務めた。

## 出自
シキニウス氏族は共和政ローマ中期から後期にかけてプレブス（平民）の権利拡大に務めたプレブス系氏族として著名であるが、パトリキ（貴族）系も一系統あった。ティトゥス・シキニウスはこのパトリキ系である（プレブスが執政官に就任できるのはリキニウス・セクスティウス法が成立した翌年の紀元前366年以降である）。パトリキ系、プレブス系含めて、氏族から執政官となったのは彼のみである。

## 名称
ディオニュシオスは彼の名前をティトゥス・シッキウスと記している。354年の年表に、この年の執政官がサビヌスとトゥスクスとの記述があるため、シキニウスのコグノーメン（第三名、家族名）はサビヌスである可能性がある。

## 経歴

### コンスルシップ
シキニウスは紀元前487年に執政官に就任。同僚執政官はガイウス・アクィッリウス・トゥスクスであった。
シキニウスとトゥスクスは執政官としてウォルスキ族とヘルニキ族と戦うことになった。ティトゥス・リウィウスはただシキニウスがウォルスキと、トゥスクスがヘルニキと戦い、ヘルニキには勝利したがウォルスキとは引き分けたとだけ記している。
ディオニュシオスは両執政官の戦いぶりをより詳しく記しており、それによるとシッキウス (シキニウス)はローマ軍の精鋭を率いてウォルスキ領のウェリトラエに攻め込んだが、ウォルスキ側も前年グナエウス・マルキウス・コリオラヌスに率いられていた部隊であり、軍制をローマ風に改めており強敵だった。彼らは遭遇するやすぐに戦闘に入ったが、戦場は岩がちの丘だったため両軍の騎兵は役に立たず、それを恥と思ったローマ騎兵は馬を降りて戦う事をシッキウスに申し出た。シッキウスはそれを喜び、彼らを戦況に応じて適切に用いる事で勝利を得たという。この時コリオラヌスと共に戦ったウォルスキの指導者トゥッルス・アッティウス (アッティウス・トゥッリウス)が死亡しており、強敵を打ち倒したシッキウスが凱旋式を、トゥスクスが小凱旋式を挙行したとしているが、凱旋式のファスティは該当部分が欠落している。

### その後
グナエウス・マンリウス・キンキナトゥスが指揮を執った紀元前480年のウェイイとの戦いでは、マンリウスが重傷を負ってしまい陣地を包囲されるピンチに陥った際、レガトゥス（副司令官）となっていたシッキウスが一点集中攻撃を進言して敵を退けている。
翌紀元前479年、執政官ティトゥス・ウェルギニウス・トリコストゥス・ルティルスがウェイイを攻撃したが、反撃を受けピンチに陥った時にシッキウスが駆けつけ軍の崩壊を防いでいる。

## 参考資料
- ハリカルナッソスのディオニュシオス『ローマ古代誌』
- ティトゥス・リウィウス『ローマ建国史』
- Smith, William, Sir (2005) [1867]. A Dictionary of Greek and Roman Biography and Mythology. By various writers. Ed. by William Smith. Illustrated by Numerous Engravings on Wood. Smith, William, Sir, ed. 1813-1893. 3 (1813-1893 ed.). Boston: Little, Brown and Co. p. 691a. Archived from the original on 2005. Retrieved 19 March 2013.
- T. Robert S. Broughton, The Magistrates of the Roman Republic: Volume I, 509 BC - 100 BC , New York, The American Philological Association,